# Monte Whymper (Frederick)
Il Monte Whymper è una montagna situata sull'Isola di Vancouver, nella provincia canadese della Columbia Britannica. Rappresenta il punto più elevato del Canada a Sud del 49º parallelo ed è situato tra le sorgenti del Chemainus River e del South Nanaimo River, 14 km (9 miglia) a Nord di Honeymoon Bay.

## Storia
La montagna venne intitolata nel 1864 a Frederick Whymper che accompagnò Robert Brown nella spedizione esplorativa dell'Isola di Vancouver.
Esiste un altro Monte Whymper nella Columbia Britannica, intitolato al fratello di Frederick, Edward Whymper.